# Jacaré-anão
O jacaré-anão, jacaré-paguá ou jacaré-mirim (Paleosuchus palpebrosus) é um jacaré do norte da América do Sul. É encontrado na Bolívia, Brasil, Colômbia, Equador, Guiana Francesa, Guiana, Paraguai, Peru, Suriname e Venezuela. Vive principalmente próximo de correntes rápidas, mas vive também em águas pobres em nutrientes.
É a menor espécie da família dos aligatores alcançando apenas 1,5 metros de comprimento. Os jacarés-anões juvenis alimentam-se de invertebrados, enquanto que os adultos comem peixes e invertebrados. Abriga-se em tocas durante o dia. Põe ovos num ninho de terra que eclodem ao fim de cerca de três meses.

## Conservação
Em 2022, foi classificado como vulnerável (VU) na Lista Vermelha de Espécies Ameaçadas da Fauna do Ceará.